# Hogna chickeringi
Hogna chickeringi är en spindelart som först beskrevs av Chamberlin och Ivie 1936.  Hogna chickeringi ingår i släktet Hogna och familjen vargspindlar.
Artens utbredningsområde är Panama. Inga underarter finns listade i Catalogue of Life.